# Bruno Katzianka
Bruno Katzianka, italianizzato in Bruno Cazianca (Spalato, 7 marzo 1904 – ...), è stato un allenatore di calcio e calciatore italiano, di ruolo centrocampista.
Alcune fonti lo danno per nato a Pola.

## Carriera
Giocò in Serie A con la Triestina, e in Divisione Nazionale con l'Ambrosiana.